# Edmund Ambroziak

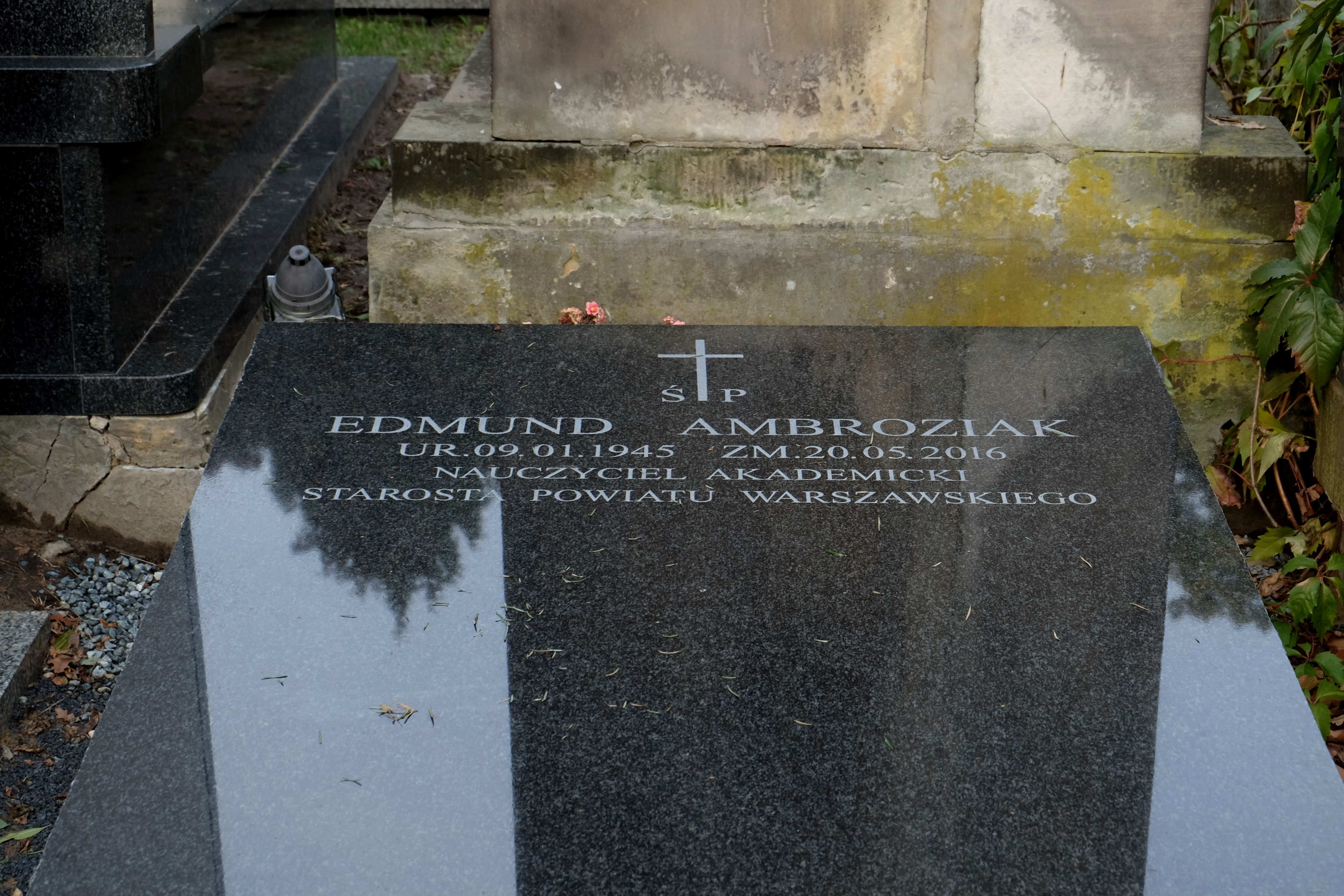
Grób Edmunda Ambroziaka na Cmentarzu Wojskowym na Powązkach w Warszawie

Edmund Antoni Ambroziak (ur. 9 stycznia 1945 w Białobrzegach, zm. 20 maja 2016 w Warszawie) – polski samorządowiec, starosta powiatu warszawskiego (1999–2002).

## Życiorys
Syn Józefa i Janiny. Był wykładowcą akademickim, radnym gminy Warszawa-Centrum i powiatu warszawskiego. W latach istnienia powiatu warszawskiego, był jego starostą. W 1997 bez powodzenia ubiegał się o mandat posła na Sejm w okręgu podwarszawskim z listy Akcji Wyborczej Solidarność. Został pochowany na Cmentarzu Wojskowym na Powązkach w Warszawie (kwatera 32A-8-8).